# Karina Reiß
Karina Reiß, auch Karina Reiss (* 4. Dezember 1974 in Neustadt in Holstein), ist eine deutsche Biochemikerin und Hochschullehrerin. Zusammen mit ihrem Ehemann Sucharit Bhakdi veröffentlichte sie den umstrittenen Bestseller Corona Fehlalarm?.

## Leben
Karina Reiß besuchte die Grundschule in Grube und das Gymnasium in Oldenburg in Holstein. Von 1994 bis 1999 studierte sie Biologie an der Universität Kiel. Im Jahre 2001 wurde sie mit der am Anatomischen Institut angefertigten Doktorarbeit Die Bedeutung des von Meningealzellen sezernierten Chemokins SDF-1 (stromal cell-derived factor 1) für die neuronale Migration in der Ontogenese zur Dr. rer. nat. promoviert. Mit einer Schrift zum Thema Funktionelle Regulation von Zelladhäsionsmolekülen durch die Metalloprotease ADAM10 habilitierte sie sich 2007 an der Medizinischen Fakultät der Universität Kiel im Fach Biochemie; für diese Arbeit erhielt sie 2009 den W. H. Hauss-Preis der Deutschen Gesellschaft für Arterioskleroseforschung.
Seit 2006 nahm sie eine Juniorprofessur am Biochemischen Institut der Universität Kiel wahr, 2008 erlangte sie eine W2-Professur. Sie leitet eine Arbeitsgruppe zu zellulärer Pathobiochemie an der Universitäts-Hautklinik Kiel. Sie war dort Vollmitglied des Exzellenzclusters Entzündungsforschung und ist Vollmitglied des Nachfolgeclusters Precision Medicine in Chronic Inflammation (Präzisionsmedizin für chronische Entzündungserkrankungen).
Reiß ist mit dem pensionierten Mikrobiologen Sucharit Bhakdi verheiratet, mit dem sie ein gemeinsames Kind hat.
Im Oktober 2016 sowie in aktualisierter Neuauflage im April 2020 veröffentlichten Reiß und Bhakdi das Sachbuch Schreckgespenst Infektionen: Mythen, Wahn und Wirklichkeit.
Im Juni 2020 veröffentlichten sie das Buch Corona Fehlalarm? Daten, Fakten, Hintergründe, das allerdings in der Fachwelt auf weitgehende Ablehnung traf. So distanzierten sich etwa die Medizinische Fakultät der Christian-Albrechts-Universität zu Kiel, das Universitätsklinikum Schleswig-Holstein und der Bundesexzellenzcluster Precision Medicine in Chronic Inflammation von seinen Inhalten, indem sie etwa darauf verwiesen, dass das Buch „tendenziöse Aussagen“ enthalte, die „die wissenschaftliche Sorgfalt medizinischer Forschung in Deutschland und international“ in Frage stellten.

## Politische Tätigkeit
Bei der Bundestagswahl 2021 trat Reiß für die Basisdemokratische Partei Deutschland als Direktkandidatin im Wahlkreis Plön – Neumünster und auf Platz 2 der Landesliste der Partei in Nordrhein-Westfalen an. Mit 2508 Stimmen erreichte sie 1,90 % aller Erststimmen in dem Wahlkreis Plön – Neumünster.

## Publikationen (Auswahl)
- mit Sucharit Bhakdi: Schreckgespenst Infektionen. Mythen, Wahn und Wirklichkeit. Goldegg Verlag, Berlin / Wien 2016, ISBN 978-3-903090-66-8.
- mit Sucharit Bhakdi: Corona Fehlalarm? Zahlen, Daten und Hintergründe. Goldegg Verlag, Berlin / Wien 2020, ISBN 978-3-99060-191-4.
- mit Sucharit Bhakdi: Corona unmasked. Neue Zahlen, Daten, Hintergründe. Goldegg Verlag, Berlin / Wien 2021, ISBN 978-3-99060-231-7.